# 64 Samodzielna Brygada Zmechanizowana
64 Samodzielna Gwardyjska Brygada Zmechanizowana (ros. 64-я отдельная мотострелковая бригада, skrót: 64 омсбр) – związek Sił Zbrojnych Federacji Rosyjskiej, o numerze identyfikacyjnym 51460, należący do 35 Armii Ogólnowojskowej Wschodniego Okręgu Wojskowego, stacjonujący w garnizonie Kniazie-Wołkonskoje (ros. Князе-Волконское) w rejonie chabarowskim w Kraju Chabarowskim, gdzie znajduje się również poligon wykorzystywany przez brygadę.
Dowódcą brygady jest podpułkownik Azatbek Omurbekow (ros. Азатбек Асанбекович Омурбеков).
Prezydent Rosji Władimir Putin w kwietniu 2022 nadał honorowy tytuł jednostce za działania w operacjach wojskowych.

## Historia

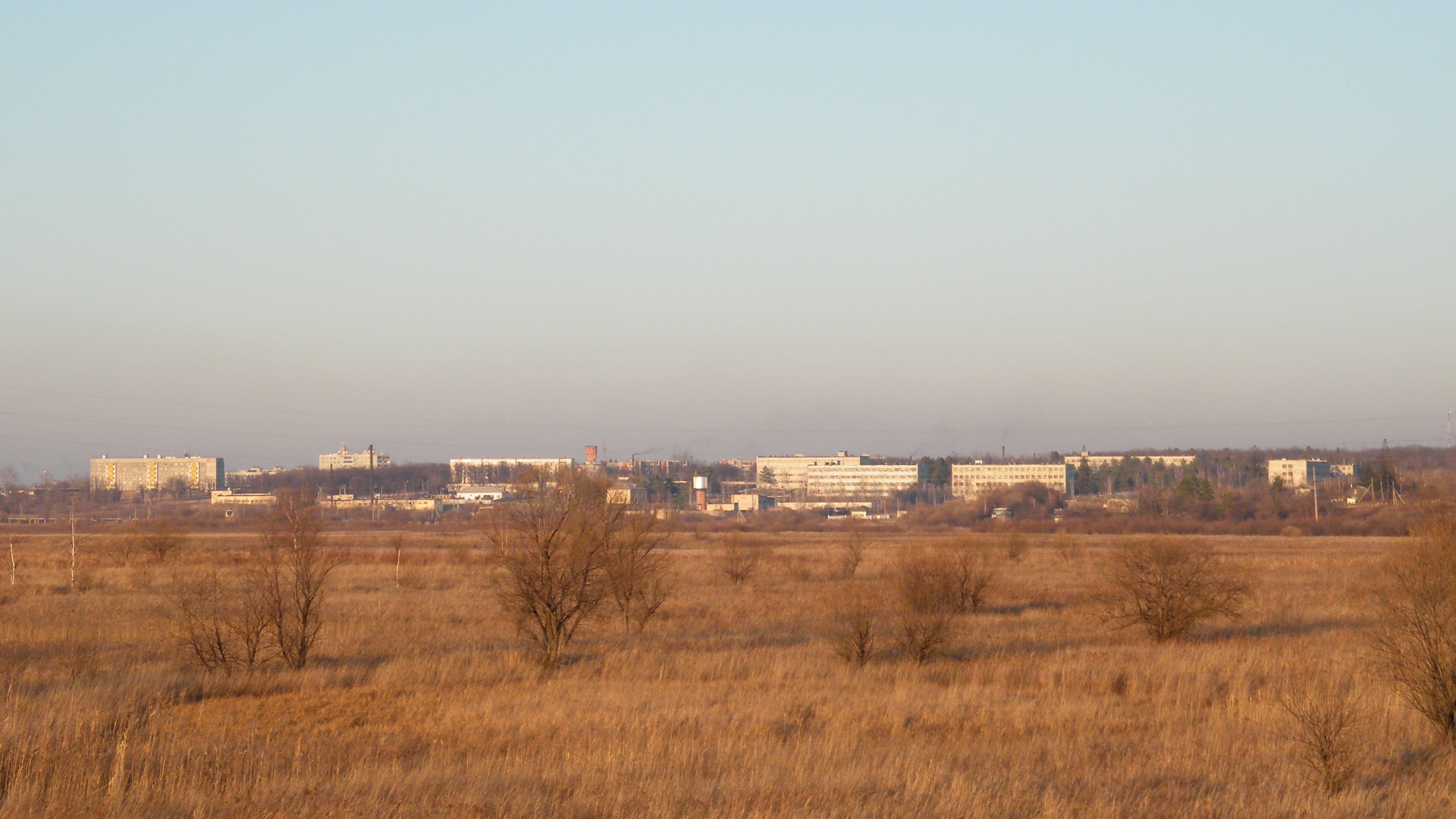
Część miejscowości Kniazie-Wołkonskoje zamieszkana przez żołnierzy, 2021 rok.

Brygada została sformowana 1 stycznia 2009 na bazie 882 pułku zmechanizowanego, który od 1967 roku stacjonował w Kniazie-Wołkonskoje.
Do 2001 pułk należał do sił szybkiego reagowania i brał udział w działaniach bojowych w Afganistanie, Osetii Południowej, Abchazji, I wojnie czeczeńskiej i II wojnie czeczeńskiej. Wchodził w skład Dalekowschodniego Okręgu Wojskowego Sił Zbrojnych Federacji Rosyjskiej.

## Rzeź w Buczy
Podczas inwazji Rosji na Ukrainę w 2022 r. brygada walczyła w okolicy Kijowa i wedle ustaleń rządu oraz wywiadu wojskowego Ukrainy jest odpowiedzialna za rzeź w Buczy na ludności cywilnej. Wojska brygady opuściły Buczę 30 marca. Zwłoki ofiar zostały odkryte przez stronę ukraińską w kwietniu, ale ze zdjęć satelitarnych wykonanych przez Maxar Technologies wynika, że ciała cywilów znajdowały się na ulicach Buczy od co najmniej 11 marca. Po wycofaniu się żołnierze 64 Brygady znaleźli się na terenie Białorusi. Z poczynionych na początku kwietnia ustaleń wywiadu ukraińskiego wynika, że miały ponownie wrócić na Ukrainę. W istocie, latem 2022 64. Specjalna Brygada Strzelców Zmotoryzowanych w celu pozbycia się sprawców i świadków zbrodni została skierowana do Donbasu, gdzie została zdziesiątkowana.
Strona rosyjska potwierdza, że jej wojska opuściły Buczę 30 marca i nie kwestionuje obecności 64 Brygady na tym terenie, ale zaprzecza, że dokonała ona morderstwa cywilów. Dochodzenie w tej sprawie prowadzi Policja Narodowa Ukrainy.

## Dane żołnierzy
W związku z odkryciem zwłok cywilów zamordowanych w Buczy grupa InformNapalm opublikowała posiadane przez siebie informacje o dowódcy Azatbeku Omurbekowie.
Główny Zarząd Wywiadu Ministerstwa Obrony Ukrainy podał do publicznej wiadomości dane żołnierzy brygady, w tym: imiona, nazwiska, daty urodzenia i numery dokumentów. 4 kwietnia wykaz został umieszczony w internecie. Powyższe dane udostępniła również grupa Anonymous.